# Paul Déjean (écrivain)
Pour les articles homonymes, voir Paul Dejean et Dejean.
Paul Déjean (1931-2005), prêtre, enseignant, ministre, militant des Droits de l'homme et écrivain haïtien.

## Biographie
Paul Déjean est né à Port-au-Prince le 9 janvier 1931. Dans les années 1950 il part aux États-Unis et au Canada. Il a une sœur qui se prénomme Simone et qui est écrivaine, ainsi qu'un frère, Yves, grand spécialiste en linguistique.
En 1955, il rentre en Haïti et se consacre à l'enseignement et à la défense de la langue créole.
Paul Déjean fut un prêtre catholique actif dans les mouvements associatifs. 
Le 15 août 1969, il fut expulsé par le dictateur François Duvalier et se réfugia à Montréal au Québec.
En 1986, il revint à Haïti et continua ses actions caritatives en fondant le Centre Karl Levêque.
En 1987, il traduisit la Constitution haïtienne en créole haïtien, seconde langue officielle du pays après le français. Il a œuvré à la valorisation du créole haïtien.
En 1990, il soutient le président Jean-Bertrand Aristide. Ce dernier le nomme Ministre des Haïtiens vivant à l’étranger et secrétaire d’État à l'alphabétisation.
Il fonde l'association caritative et d'insertion aux réfugiés haïtiens "Sant Kal Levèk" (Centre Karl Lévêque), affiliée au Groupement d'Appui aux Rapatriés et Réfugiés (GARR). En 1998, Paul Déjean participe activement à la rénovation du GARR en collaborant à la préparation des nouveaux statuts du GARR. 
En 2003, il dénonce les dérives du président Aristide et s'éloigne de lui.
Il meurt le 22 novembre 2005.

## Œuvres
- 4 ti Liv Evanjil. Port-au-Prince : Henri Deschamps, 1967.
- Communauté haïtienne et racisme. [Montréal : Centre international de documentation et d'information haïtienne caribéenne et afro-canadienne, 1986].
- D'Haïti au Québec. Montréal : CIDIHCA Centre Internat. de Documentation et d'Information Haïtienne, Caribéenne et Afro-Canadienne, 1990.
- Dans la tourmente : interlude douloureux. [s.l.] : Bohiyo Enterprises, 1990.
- L'évêque-courage : Mgr Willy Romélus, évêque de Jérémie, Haïti. LaSalle, Québec : Éditions Hurtubise HMH, 1995.
- Haïti : alerte, on tue!. Montréal : CIDIHCA, 1993.
- Haïti, l'inéluctable retour. Montréal : Éditions du CIDIHCA, 1994.
- Les Haïtiens au Québec. Montréal : Presses de l'Université du Québec, 1978.
- Ki sa gouvènman peyi a janm fè ant 1943 ak 1988 pou l regle koze pa konn li ak pa konn ekri ann Ayiti. Port-au-Prince, Haïti : Groupe d'action et de recherches pour l'éducation, [1990].
- Konstitisyon Repiblik d'Ayiti 1987. Potoprens, Ayiti : Zemès, 1989.
- Ochan pou pèp ayisyen : 7 fevriye pap peri : sa k pase nan peyi a depi 15 out 1986 jis 14 mas 1987. Potoprens, Ayiti : Enpr. Wodrigèz, 1987.
- Prélude à la liberté : panorama de la situation politique haïtienne après le 7 février 1986, du 15 août 1986 au 14 mars 1987. Port-au-Prince : Imprimerie M. Rodriguez, [1987].